# محوطه سمنگان
محوطه سمنگان مربوط به هزاره ۱- دوران‌های تاریخی پس از اسلام است و در شهرستان دیواندره، بخش کرفتو، روستای باشقشلاق واقع شده و این اثر در تاریخ ۷ آذر ۱۳۸۳ با شمارهٔ ثبت ۱۱۲۵۰ به‌عنوان یکی از آثار ملی ایران به ثبت رسیده است.